# Wilkinsonita
La wilkinsonita és un mineral de la classe dels silicats que pertany al grup de l'enigmatita. Va ser anomenada en honor de John Frederick George Wilkinson (1927-2014), professor de geologia de la Universitat de Nova Anglaterra.

## Característiques
La wilkinsonita és un inosilicat de fórmula química Na₄[Fe2+
8Fe3+
4]O₄(Si₁₂O36). Cristal·litza en el sistema triclínic. Apareix en forma de grans molt petits anèdrics, de menys de 50 μm. La seva duresa a l'escala de Mohs és 5.
Segons la classificació de Nickel-Strunz, la wilkinsonita pertany a «09.DH - Inosilicats amb 4 cadenes senzilles periòdiques, Si₄O₁₂» juntament amb els següents minerals: leucofanita, ohmilita, haradaïta, suzukiïta, batisita, shcherbakovita, taikanita, krauskopfita, balangeroïta, gageïta, enigmatita, dorrita, høgtuvaïta, krinovita, makarochkinita, rhönita, serendibita, welshita, safirina, khmaralita, surinamita, deerita, howieïta, taneyamalita, johninnesita i agrel·lita.

## Formació i jaciments
La wilkinsonita va ser descoberta al volcà Warrumbungle, al Comtat de Gowen (Nova Gal·les del Sud, Austràlia) en una traquita eruptiva peralcalina. També ha estat descrita al dipòsit de Y-ZrNb Tsakhirin Khuduk, als monts Altai (Província de Khovd, Mongòlia) i al meteorit Kaidun trobat al Iemen.